# 中条黒川バイパス
中条黒川バイパス（なかじょうくろかわバイパス）は、新潟県胎内市船戸から同県村上市佐々木に至る国道7号のバイパス道路。

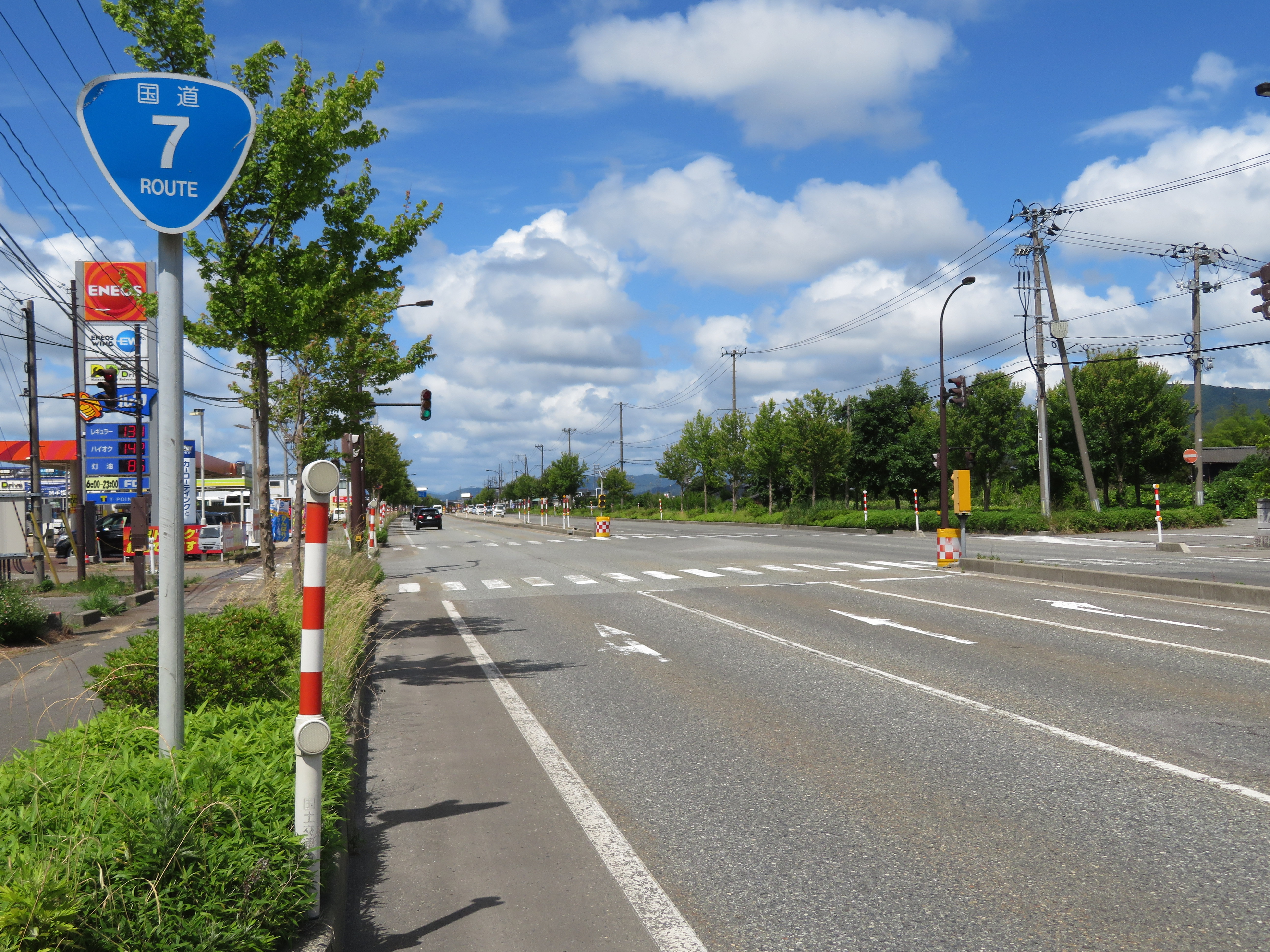
新潟県胎内市長橋付近

## 概要
国道7号の胎内市、村上市の各区間は狭隘区間、中条・黒川中心部のクランクなどの交通の障害を解消するため、1971年（昭和46年）に事業化されたバイパス道路である。

## 路線データ
- 起点 - 新潟県胎内市船戸
- 終点 - 同県村上市佐々木
- 延長 - 14.2 km
- 車線数
  - 完成4車線 - 胎内市船戸 - 同市野中間（中条区間および羽黒区間の起点側0.2 km）延長4.2 km。
  - 暫定2車線 - 胎内市野中 - 村上市佐々木（羽黒区間終点側2.1 km・黒川・新近江・荒川区間）延長10.0 km
- 指定区間 - 全線[1]

## 歴史
- 1964年度（昭和39年度） - 中条側都市計画決定。
- 1965年度（昭和40年度） - 荒川側都市計画決定。
- 1971年度（昭和46年度） - 事業化。
- 1972年度（昭和47年度） - 用地着手。
- 1973年度（昭和48年度） - 工事着手。
- 1976年度（昭和51年度） - 中条側都市計画変更決定。
- 1976年（昭和51年）8月7日 - 黒川区間の延長2.9 kmが暫定2車線供用（バイパス）[3]。
- 1979年（昭和54年）6月14日 - 起工式挙行[4]。
- 1981年（昭和56年）10月6日 - 羽黒区間の延長2.3 kmが暫定2車線供用（バイパス）[5]。
- 1993年（平成5年）10月29日 - 近江新区間の延長1.6 kmが暫定2車線供用（バイパス）[6]。
- 1994年（平成6年）12月5日 - 中条区間胎内市大川町 - 同市野中の延長1.3 kmが完成4車線供用（拡幅）[7]。
- 2002年度（平成14年度） - 中条区間胎内市船戸 - 同市大川町の延長2.9 kmが完成4車線供用（拡幅）。
- 2007年度（平成19年度） - 事業休止。

## 路線状況
黒川・羽黒・近江新区間の総延長6.8 kmでバイパスを作り、中条区間延長4.0 kmと荒川区間延長3.4 kmで現道拡幅を行うこととしていた。このうち、胎内市船戸 - 村上市切田間の10.8 kmが完工しており、残る荒川区間は事業中止された。

### 道路施設

#### 橋
- 黒川大橋

## 地理

### 通過する自治体
- 新潟県
  - 胎内市 - 村上市

### 交差する道路
- 県道591号中条インター線・県道343号下長橋上館線（胎内市・二軒茶屋交差点）
- 県道54号中条紫雲寺線（胎内市・星の宮交差点）
- 県道585号中条停車場線（胎内市・関沢交差点）[8]
- 県道173号中条乙線（胎内市・羽黒交差点）
- 県道53号胎内二王子公園羽黒線・県道493号荒川中条線（胎内市・追分交差点）
- 県道402号樽ヶ橋長政線（胎内市・下館交差点）
- 県道493号荒川中条線（胎内市・黒川北交差点）
- 国道113号（新潟山形南部連絡道路荒川道路・終点）（村上市・十文字交差点）
- 県道182号坂町停車場金屋線（村上市・坂町交差点）
- 県道182号坂町停車場金屋線（村上市・藤沢交差点）